# Phtheochroa lucentana
Phtheochroa lucentana es una especie de polilla de la familia Tortricidae. 

## Distribución
Se encuentra en el norte de Siria y Turquía.